# Valgu (Hiiumaa)
Koordinaten: 58° 45′ N, 22° 38′ O
Valgu ist ein Dorf (estnisch küla) in der Landgemeinde Hiiumaa (bis 2017: Landgemeinde Emmaste). Es liegt auf der zweitgrößten estnischen Insel Hiiumaa (deutsch Dagö).
Valgu (deutsch Walgo) hat 42 Einwohner (Stand 31. Dezember 2011). Der Ort liegt sieben Kilometer nordöstlich des Dorfes Emmaste an der Verbindungsstraße zwischen Emmaste und Käina.